# Saint-Théoffrey
Saint-Théoffrey est une commune française située dans le département de l'Isère, en région Auvergne-Rhône-Alpes.
Ses habitants sont appelés les Saint-Théoffreydois.

## Géographie

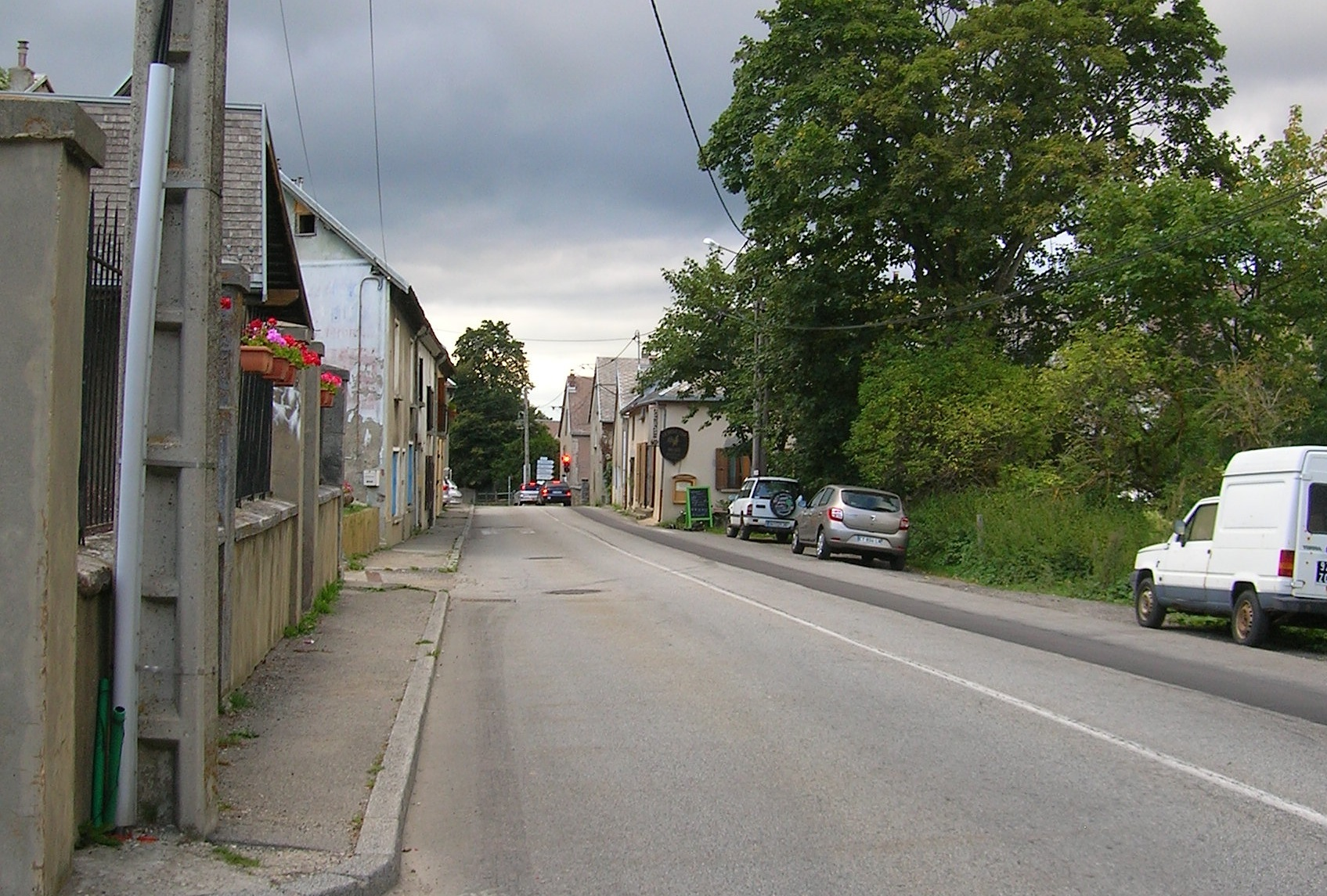
La route Napoléon à Saint-Théoffrey.

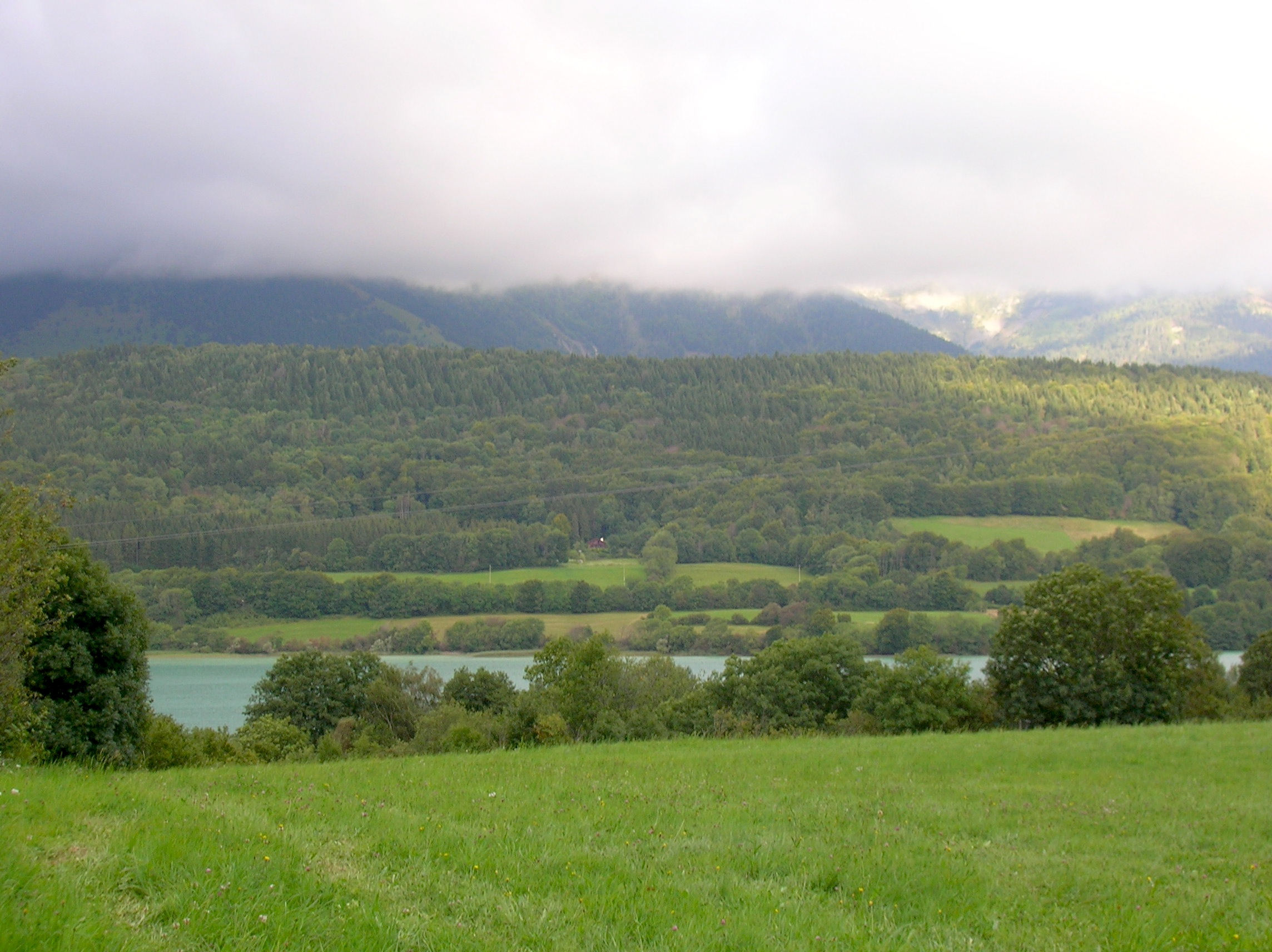
Le lac de Pétichet vu de l'église.

### Situation et description
La commune, traversée par le 45e parallèle nord, est de ce fait située à égale distance du pôle Nord et de l'équateur terrestre (environ 5 000 km).
Situé sur le parcours de la route Napoléon, Saint-Théoffrey est une commune Iséroise dont le lac de Pétichet fait partie.

### Lieux-dits et écarts
Petichet - les Gontheaumes - la Fayolle - les Thénaux - la Croix des Thénaux

### Climat
Pour des articles plus généraux, voir Climat d'Auvergne-Rhône-Alpes et Climat de l'Isère.
En 2010, le climat de la commune est de type climat de montagne, selon une étude du Centre national de la recherche scientifique s'appuyant sur une série de données couvrant la période 1971-2000. En 2020, Météo-France publie une typologie des climats de la France métropolitaine dans laquelle la commune est exposée à un climat de montagne ou de marges de montagne et est dans une zone de transition entre les régions climatiques « Alpes du nord » et « Alpes du sud ». 
Pour la période 1971-2000, la température annuelle moyenne est de 8,5 °C, avec une amplitude thermique annuelle de 17 °C. Le cumul annuel moyen de précipitations est de 1 029 mm, avec 9,7 jours de précipitations en janvier et 6,8 jours en juillet. Pour la période 1991-2020, la température moyenne annuelle observée sur la station météorologique de Météo-France la plus proche, « Lavaldens », sur la commune de Lavaldens à 9 km à vol d'oiseau, est de 8,3 °C et le cumul annuel moyen de précipitations est de 1 241,5 mm,. Pour l'avenir, les paramètres climatiques de la commune estimés pour 2050 selon différents scénarios d'émission de gaz à effet de serre sont consultables sur un site dédié publié par Météo-France en novembre 2022.

## Urbanisme

### Typologie
Au 1er janvier 2024, Saint-Théoffrey est catégorisée commune rurale à habitat dispersé, selon la nouvelle grille communale de densité à sept niveaux définie par l'Insee en 2022.
Elle est située hors unité urbaine. Par ailleurs la commune fait partie de l'aire d'attraction de Grenoble, dont elle est une commune de la couronne,. Cette aire, qui regroupe 204 communes, est catégorisée dans les aires de 700 000 habitants ou plus (hors Paris),.

### Occupation des sols
L'occupation des sols de la commune, telle qu'elle ressort de la base de données européenne d’occupation biophysique des sols Corine Land Cover (CLC), est marquée par l'importance des territoires agricoles (42,4 % en 2018), en augmentation par rapport à 1990 (37 %). La répartition détaillée en 2018 est la suivante : 
forêts (35 %), prairies (23,9 %), eaux continentales (22,6 %), zones agricoles hétérogènes (18,4 %). L'évolution de l’occupation des sols de la commune et de ses infrastructures peut être observée sur les différentes représentations cartographiques du territoire : la carte de Cassini (XVIIIe siècle), la carte d'état-major (1820-1866) et les cartes ou photos aériennes de l'IGN pour la période actuelle (1950 à aujourd'hui).

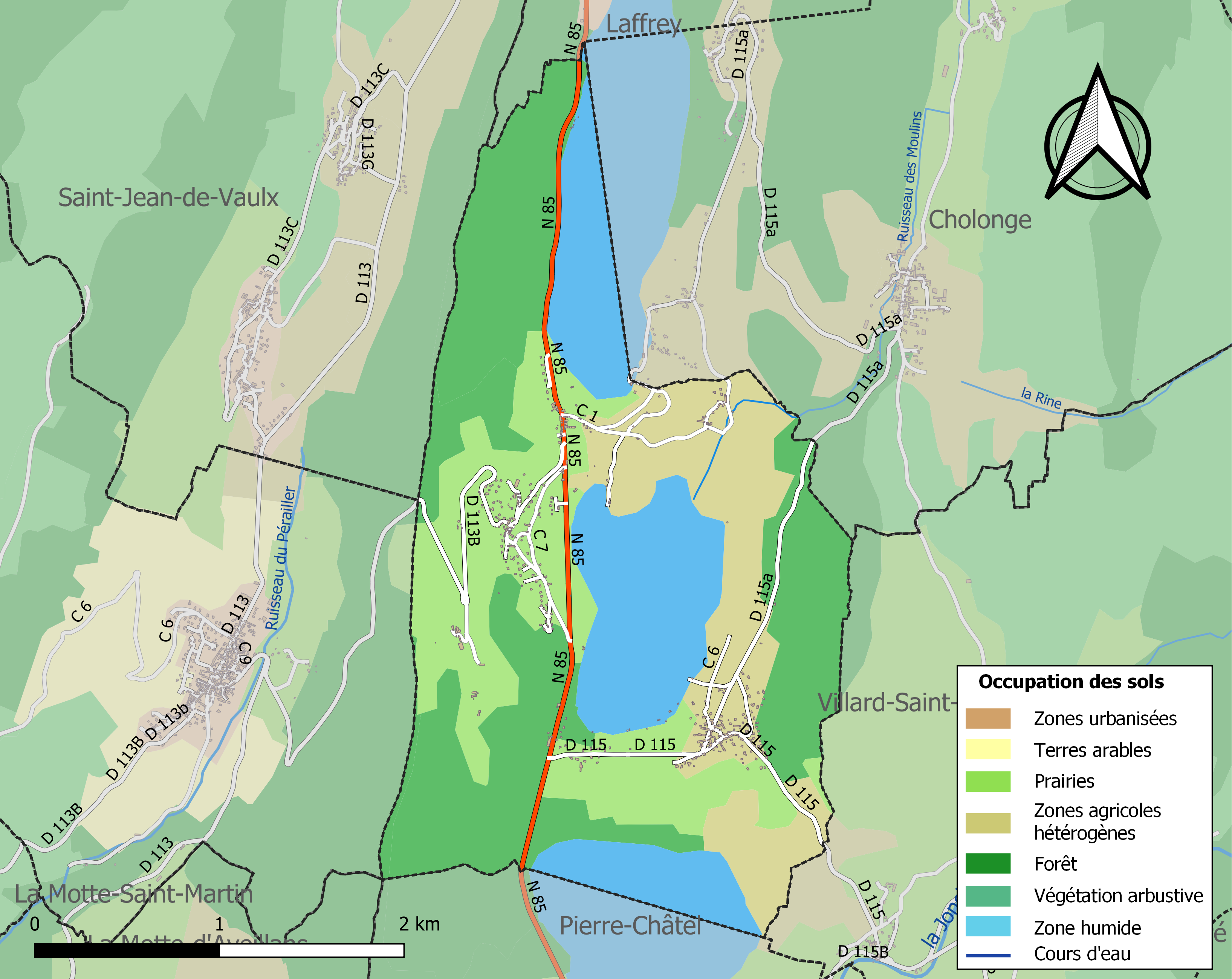
Carte des infrastructures et de l'occupation des sols de la commune en 2018 (CLC).

#### Risques sismiques
Bien que situé en limite méridionale de la zone de sismicité n°4 (sur une échelle de 1 à 5), le territoire de la commune de Saint-Théoffrey est déclaré en zone de sismicité n°3 (modérée), comme la plupart des communes du plateau matheysin.
| Type de zone | Niveau            | Définitions (bâtiment à risque normal) |
| ------------ | ----------------- | -------------------------------------- |
| Zone 3       | Sismicité modérée | accélération = 1,1 m/s2                |

## Politique et administration

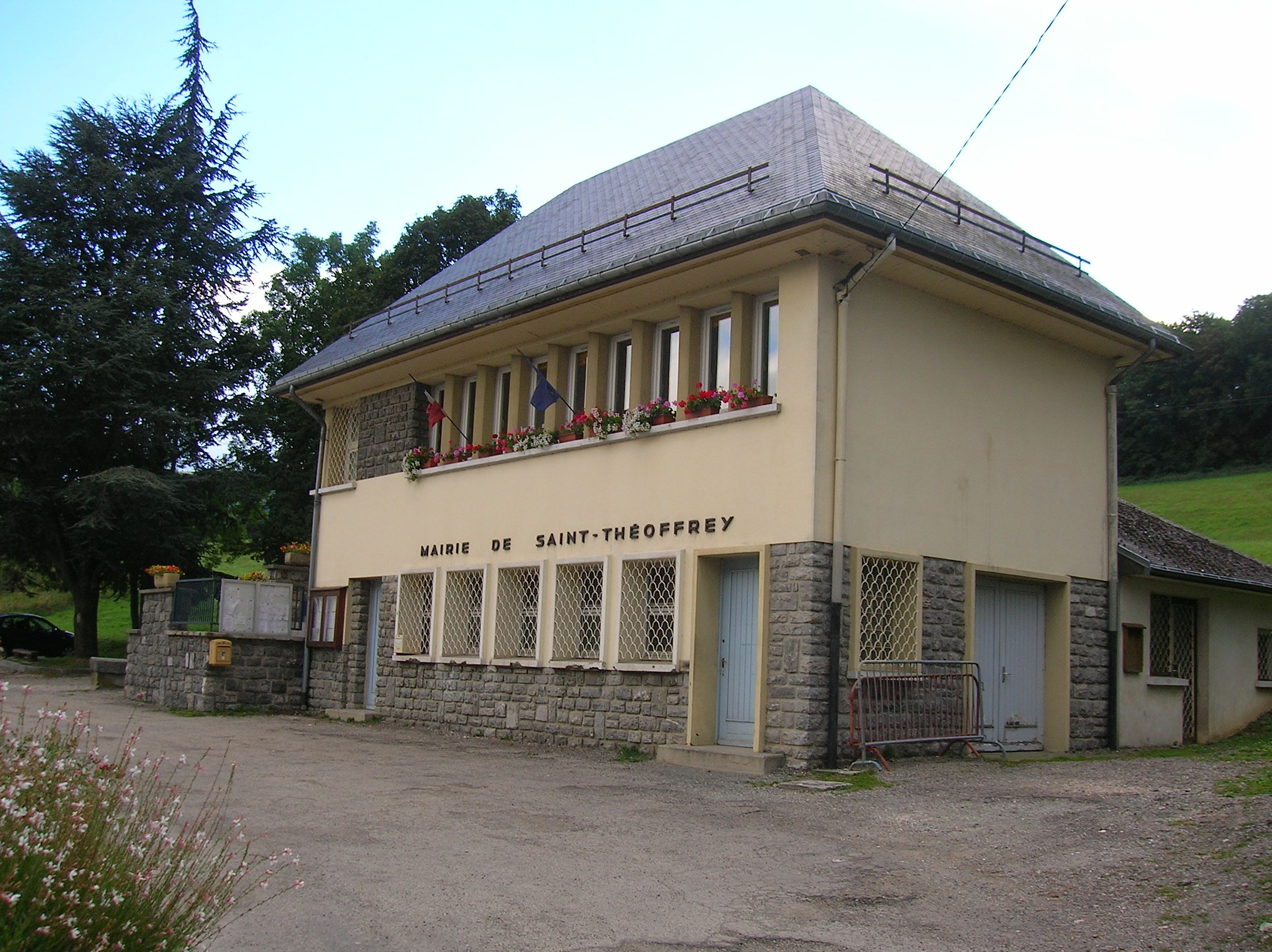
La mairie.

| Période   | Période   | Identité         | Étiquette | Qualité                    |
| --------- | --------- | ---------------- | --------- | -------------------------- |
| juin 1995 | mars 2008 | Gérard Carraud   | SE        |                            |
| mars 2008 | mars 2014 | Georges Bonneton | SE        |                            |
| mars 2014 | 2020      | Bernard Meckler  | SE        | Retraité Fonction publique |
| 2020      | En cours  | Alain Mendez     |           |                            |

## Population et société

### Démographie

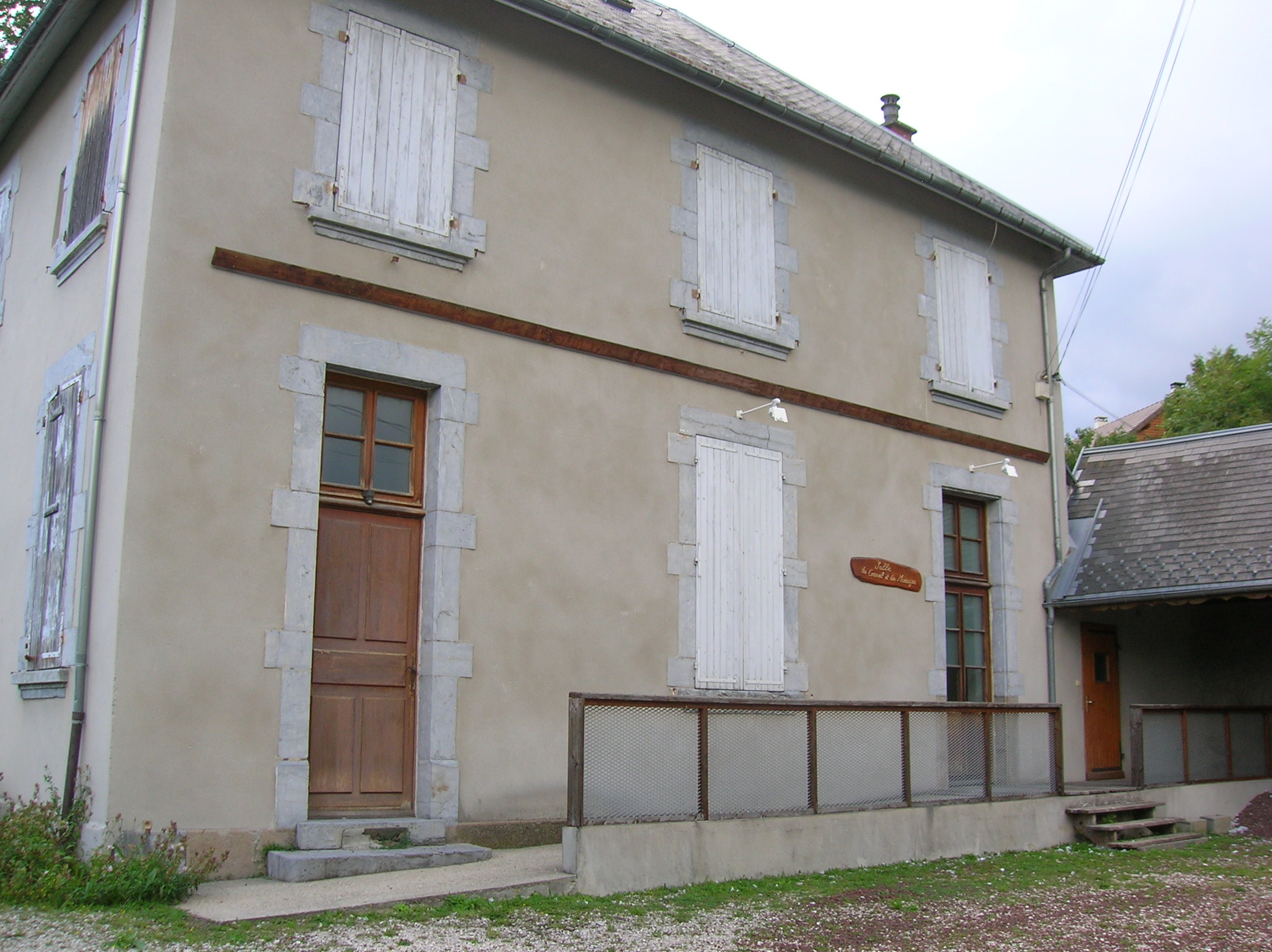
La salle du conseil et des mariages, à côté de la mairie.

L'évolution du nombre d'habitants est connue à travers les recensements de la population effectués dans la commune depuis 1793. Pour les communes de moins de 10 000 habitants, une enquête de recensement portant sur toute la population est réalisée tous les cinq ans, les populations de référence des années intermédiaires étant quant à elles estimées par interpolation ou extrapolation. Pour la commune, le premier recensement exhaustif entrant dans le cadre du nouveau dispositif a été réalisé en 2006.

En 2022, la commune comptait 609 habitants, en évolution de +18,71 % par rapport à 2016 (Isère : +3,07 %, France hors Mayotte : +2,11 %).
| 1793 | 1800 | 1806 | 1821 | 1831 | 1836 | 1841 | 1846 | 1851 |
| ---- | ---- | ---- | ---- | ---- | ---- | ---- | ---- | ---- |
| 262  | 249  | 267  | 309  | 401  | 450  | 456  | 468  | 457  |

| 1856 | 1861 | 1866 | 1872 | 1876 | 1881 | 1886 | 1891 | 1896 |
| ---- | ---- | ---- | ---- | ---- | ---- | ---- | ---- | ---- |
| 430  | 447  | 433  | 411  | 361  | 352  | 370  | 334  | 317  |

| 1901 | 1906 | 1911 | 1921 | 1926 | 1931 | 1936 | 1946 | 1954 |
| ---- | ---- | ---- | ---- | ---- | ---- | ---- | ---- | ---- |
| 323  | 309  | 314  | 258  | 262  | 242  | 215  | 225  | 218  |

| 1962 | 1968 | 1975 | 1982 | 1990 | 1999 | 2006 | 2011 | 2016 |
| ---- | ---- | ---- | ---- | ---- | ---- | ---- | ---- | ---- |
| 215  | 171  | 115  | 210  | 279  | 342  | 417  | 454  | 513  |

| 2021 | 2022 | - | - | - | - | - | - | - |
| ---- | ---- | - | - | - | - | - | - | - |
| 586  | 609  | - | - | - | - | - | - | - |

## Culture locale et patrimoine

### Lieux et monuments

#### Patrimoine religieux
La chapelle de Petichet

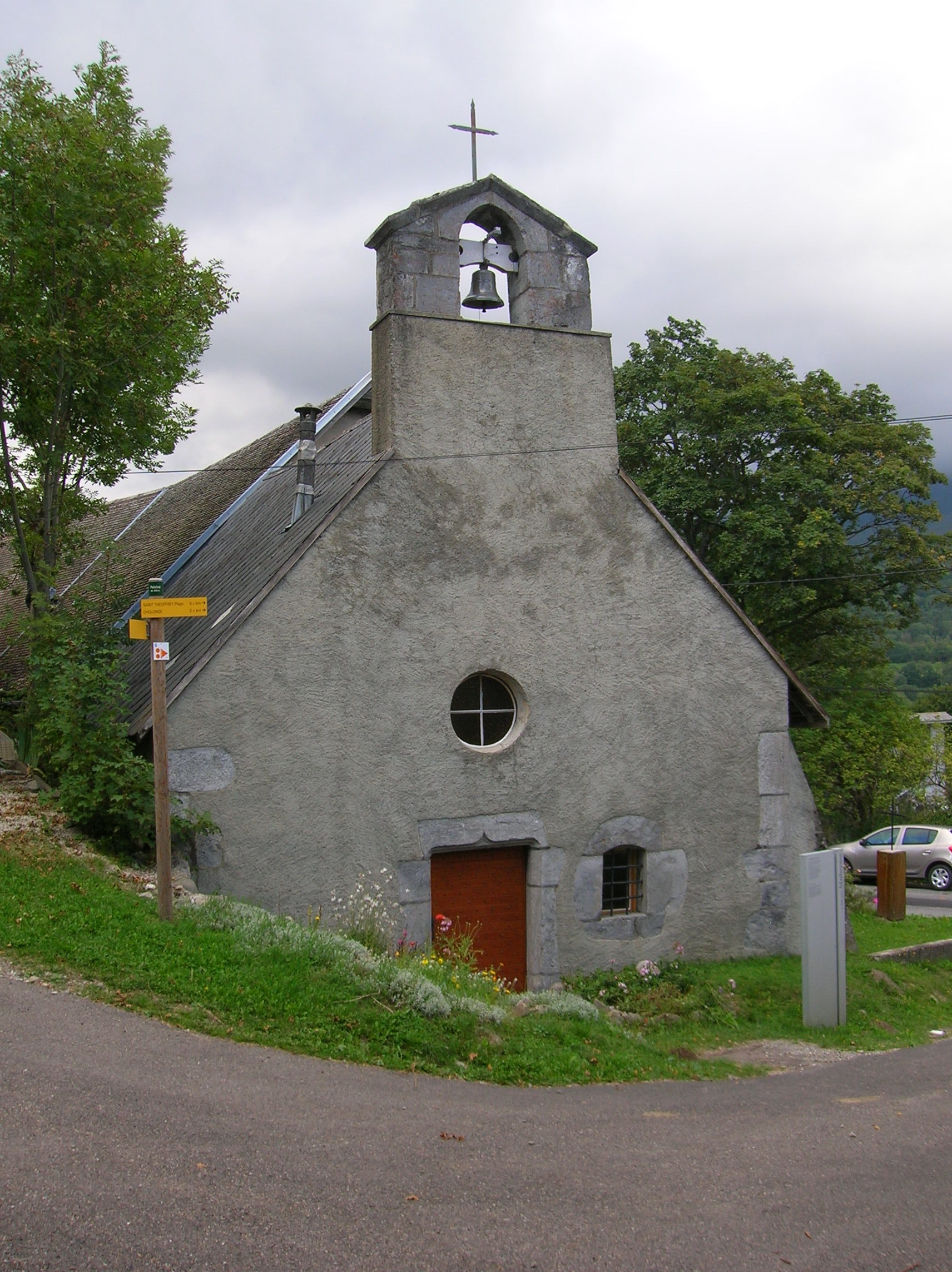
La chapelle de Petichet.

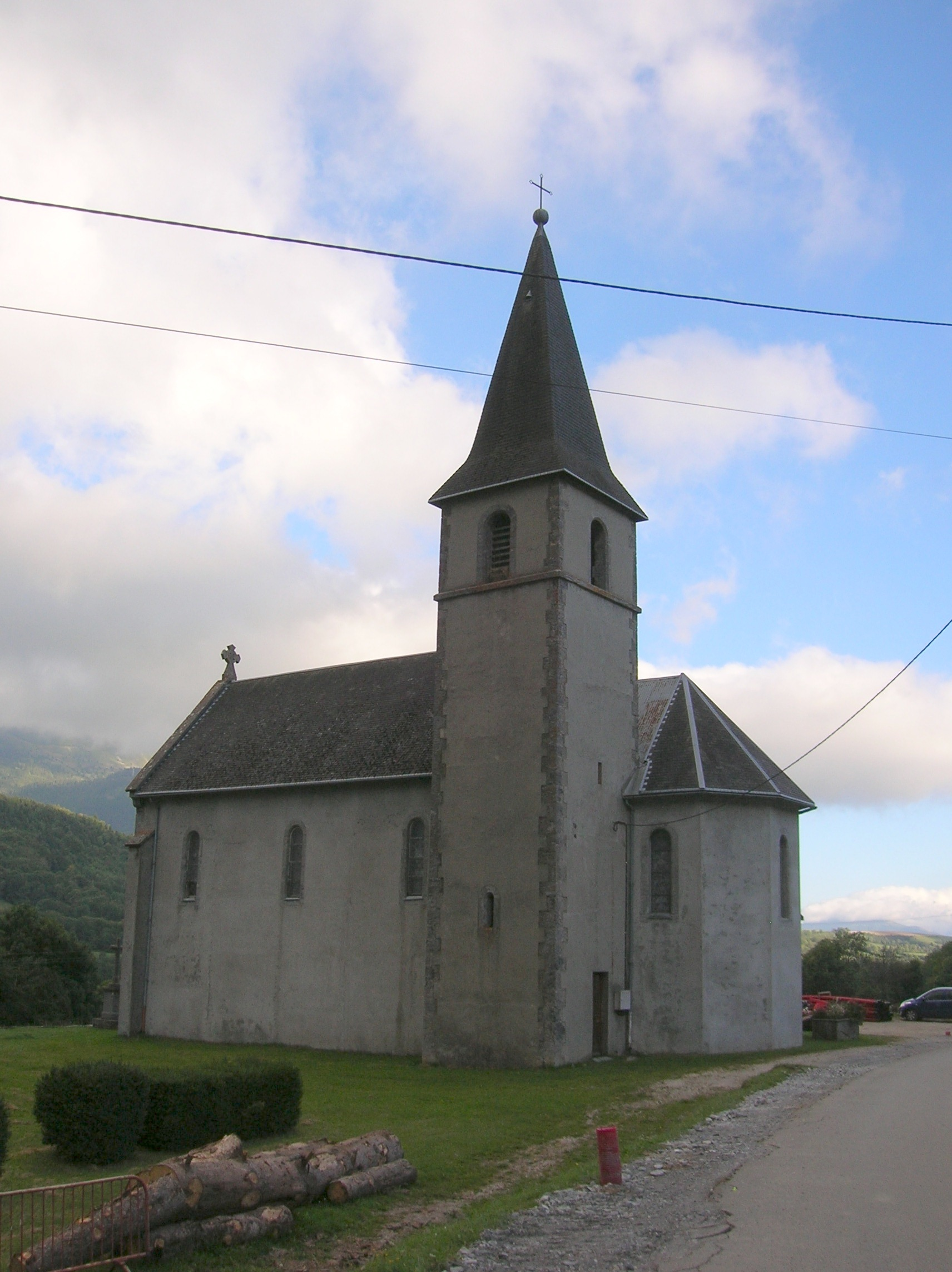
L'Église de Saint-Théoffrey.

Une chapelle fin XVe siècle est visible dans le hameau de Petichet. À l'interieur, elle se compose d'une salle quadrangulaire. À l'exterieur, la façade principale, très sobre, présente une porte d'entrée décorée, une fenêtre à sa droite et un oculus encadrés en pierre, un clocher mur en haut. La façade d'ouest et la façade sud sont ornées de fenêtres du dernier gothiques, très communes à la fin du XVe siècle mais rare dans la région et de datation incertaine,.
L'église romane
Une église romane demeure à l'état de ruine. Elle fut abandonnée dans la seconde moitié du XIXe siècle. Le toit a disparu, la première travée de la nef et le mur sud ont presque complètement disparu. Par contre le mur nord est encore bien visible, avec ses arcades murales avec entre des dosserets qui servaient à reprendre la charge des arcs doubleaux de voûte. Au nord, flanquant l'abside, se trouvait un massif carré qui portait un petit clocher composé d'un unique étage ouvert sur chaque face avec une large baie ornée de colonnettes aux chapiteaux ouvragés. La nef, elle, est encore debout, percée par une petite fenêtre éclairant l'autel ; d'ailleurs l'emplacement de celui-ci est encore bien visible au sol.
L'église Notre-Dame-du-Mont-Carmel de Saint-Théoffrey du XIXe siècle
Une église de la fin du XIXe siècle, se trouve au Gonthéaumes, le long de la route Napoléon et en face du Lac de Pétichet.
Chapelle des Théneaux
Chapelle du XVIIIe siècle en hameau Théneaux. Elle est dédiée à Saint Antoine, à Sainte Brigitte et aux Bienheureux Saint Gras.

### Patrimoine naturel
- Lac de Pétichet

### Personnalités liées à la commune
Le compositeur et organiste Olivier Messiaen (1908-1992), qui possédait une résidence à Saint-Théoffrey, est enterré au cimetière de la commune, ainsi que sa seconde épouse, Yvonne Loriod-Messiaen, pianiste (1924-2010)